# Oliveto (Morter)
Oliveto, Maslignach o Mazlignach (in croato: Maslinjak) è un isolotto disabitato della Croazia situato nel mare Adriatico, vicino alla costa dalmata settentrionale, a sud-est di Morter. Appartiene all'arcipelago di Sebenico. Amministrativamente, assieme alle isolette circostanti, fa parte del comune Stretto, nella regione di Sebenico e Tenin.

## Geografia
Oliveto è un isolotto rotondo situato nella parte meridionale del canale di Morter (Murterski kanal), tra punta Rat (rt Rat), l'estremità sud-orientale dell'isola di Morter da cui dista circa 1 km, e punta Obinus Grande o Obenus (rt Obinuš veliki)  sulla costa dalmata, che si trova circa 1 km a sud-est. L'isolotto si trova davanti a valle Obinus (uvala Obinuš), che è delimitata a nord da punta Obinus Piccola (rt Obinuš mali) e a sud da punta Obinus Grande.
Oliveto ha un diametro di circa 240 m, una superficie di 0,042 km², uno sviluppo costiero di 0,75 km e un'altezza di 37 m. Sull'isolotto c'è un piccolo faro a sud-ovest.

### Isole adiacenti
- Gerbosniac (Hrbošnjak), a nord-ovest, tra Bisaccia e Morter.
- Bisaccia (Bisaga), a nord, a 760 m[2] circa.
- Mimognago[15], Mimognac[5] o Mimognak[7] (Mimonjak), isolotto rotondo, a nord, tra Bisaccia e la costa dalmata: dista 160 m[2] da punta Obinus Piccola. Ha una superficie di 0,024 km²[1], uno sviluppo costiero di 0,55 km[1] e un'altezza di 23 m[2] 43°46′43″N 15°40′56″E.
- Scogli Drasenachi (Dražemanski), a sud.

### Cartografia
- (HR) Mappa topografica della Croazia 1:25000, su preglednik.arkod.hr. URL consultato il 10 settembre 2017.
- G. Giani, Carta prospettiva delle Comuni censuarie della Dalmazia, foglio 6, 1839. Fondo Miscellanea cartografica catastale, Archivio di Stato di Trieste.
- Carta di cabottaggio del mare Adriatico, foglio VII, Milano, Istituto geografico militare, 1822-1824. URL consultato il 2 agosto 2020 (archiviato dall'url originale il 13 aprile 2013).